# Zemljopisna širina
Geografska ili zemljopisna širina je udaljenost neke točke na Zemlji prema sjeveru ili jugu od ekvatora (polutnika). Obično se označava malim grčkim slovom φ (fi). 
Geografska širina predstavlja kutnu mjeru i iskazuje se u stupnjevima, kutnim minutama i kutnim sekundama). Vrijednosti se kreću od 0° (na ekvatoru) do 90° (na zemljopisnim polovima).
Može biti sjeverna ili južna, i uvijek se označava slovima N i S.
Važnije paralele imaju svoje nazive i njihove vrijednosti zemljopisne širine su:
- sjeverni, odnosno arktički polarni krug: 66° 33′ 39″ N
- sjeverna, odnosno Rakova obratnica: 23° 26′ 21″ N
- ekvator: 0°
- južna, odnosno Jarčeva obratnica: 23° 26′ 21″ S
- južni, odnosno antarktički polarni krug: 66° 33′ 39" S